# Modelo (film)
Pour plus de détails, voir Fiche technique et Distribution.
Modelo (Μοντέλο) est un film grec réalisé par Kostas Sfikas et sorti en 1974.
Modelo est considéré comme l'un des rares films expérimentaux grecs : plan fixe, en négatif ou couleurs primaires, sans son. Il s'agit, à l'image de la Symphonie diagonale de Viking Eggeling, de la mise sur pellicule d'une œuvre philosophique, en l'occurrence Le Capital, de Karl Marx. Selon Savas Michaïl, dans un texte pour la rétrospective Sfikas au festival international du film de Thessalonique 1993, « Modelo est la durée même en film ». Le film montre l'accumulation du temps sur un produit, mesurant l'accumulation de la quantité de temps de travail et donc de valeur. Dominique Noguez l'a comparé aux paysages de Giorgio De Chirico.

## Synopsis
Long plan fixe évoquant Le Capital de Karl Marx.
À gauche de l'image, une rangée de machines, à droite une allée avec un portique, au fond, une passerelle. Parfois des silhouettes monochromes traversent l'écran sur la passerelle ou dans l'allée ; des objets de couleurs circulent sur un tapis roulant.

## Fiche technique
- Titre : Modelo
- Titre original : grec moderne : Μοντέλο
- Réalisation : Kostas Sfikas
- Scénario : Kostas Sfikas
- Direction artistique :
- Décors : Kostas Sfikas et Yorgos Kavayas
- Photographie : Yorgos Kavayas
- Montage : Kostas Sfikas
- Production :  Giorgos Papalios, Anna Sfika et la revue Synchronos kinimatografos
- Pays d'origine : Grèce
- Langue : grec
- Format :  Couleurs
- Genre : Film expérimental
- Durée : 90 minutes
- Dates de sortie : 1974

## Récompenses
- Meilleur film artistique (Festival du cinéma grec 1974)